# Paul Rae
Paul Rae (New Orleans, 27 giugno 1968) è un attore statunitense.

## Filmografia parziale

### Cinema
- Coach Carter, regia di Thomas Carter (2005)
- Air Buddies - Cuccioli alla riscossa (Air Buddies), regia di Robert Vince (2006)
- Next, regia di Lee Tamahori (2007)
- Il campeggio dei papà (Daddy Day Camp), regia di Fred Savage (2007)
- W., regia di Oliver Stone (2008)
- The Last Lullaby, regia di Jeffrey Goodman (2008)
- Supercuccioli a Natale - Alla ricerca di Zampa Natale (Santa Buddies), regia di Robert Vince (2009)
- Wake, regia di Ellie Kanner (2009)
- Il Grinta (True Grif), regia di Joel Coen (2010)
- Zampa 2 - I cuccioli di Natale (Santa Paws 2: The Santa Pups), regia di Robert Vince (2012)
- Non aprite quella porta 3D (Texas Chainsaw 3D), regia di John Luessenhop (2013)
- Il fidanzato di mia sorella (How to Make Love Like an Englishman), regia di Tom Vaughan (2014)

### Televisione
- Sabrina, vita da strega (Sabrina the Teenage Witch) – serie TV, 1 episodio (2003)
- CSI - Scena del crimine (CSI: Crime Scene Investigation) – serie TV, 1 episodio (2003)
- Star Trek: Enterprise – serie TV, 1 episodio (2003)
- Las Vegas – serie TV, 1 episodio (2004)
- West Wing - Tutti gli uomini del Presidente (The West Wing) – serie TV, 2 episodi (2004)
- Detective Monk (Monk) – serie TV, episodio 3x12 (2005)
- Desperate Housewives – serie TV, 2 episodi (2005)
- NCIS - Unità anticrimine (NCIS) – serie TV, episodio 2x21 (2005)
- Malcolm (Malcolm in the Middle) – serie TV, 1 episodio (2006)
- The Closer – serie TV, 1 episodio (2007)
- Girl, Positive, regia di Peter Werner – film TV (2007)
- Bone Eater - Il divoratore di ossa (Bone Eater), regia di Jim Wynorski – film TV (2007)
- Moonlight – serie TV, 1 episodio (2007)
- Dr. House - Medical Division (House, M.D.) – serie TV, 1 episodio (2008)
- Californication – serie TV, 1 episodio (2008)
- Un trofeo per Kylie (The Circuit), regia di Peter Werner – film TV (2008)
- Eleventh Hour – serie TV, 1 episodio (2008)
- Hydra - L'isola del mistero (Hydra), regia di Andrew Prendergast – film TV (2009)
- Criminal Minds – serie TV, 2 episodi (2009)
- Femme Fatales - Sesso e crimini (Femme Fatales) – serie TV, 1 episodio (2012)
- Justified – serie TV, 1 episodio (2013)
- Mad Men – serie TV, 1 episodio (2013)
- Supernatural – serie TV, 1 episodio (2013)
- True Blood – serie TV, 1 episodio (2014)
- Aquarius - serie TV, episodi 1x02, 1x04 (2015)
- Brockmire – serie TV, 8 episodi (2017)
- Damnation – serie TV, 6 episodi (2017-2018)
- Patriot – serie TV, 5 episodi (2018)

## Doppiatori italiani
Nelle versioni in italiano delle opere in cui ha recitato, Paul Rae è stato doppiato da:
- Roberto Draghetti in Dr. House - Medical Division, Il campeggio dei papà
- Claudio Fattoretto in Il Grinta, Criminal Minds
- Giuliano Santi in NCIS - Unità anticrimine
- Paolo Marchese in Air Buddies
- Roberto Stocchi in The Closer
- Emidio La Vella in Fringe
- Massimo Bitossi in Californication
- Massimo De Ambrosis in Zampa 2 - I cuccioli di Natale
- Stefano Thermes in Justified
- Pierluigi Astore in Mad Men
- Francesco Caruso in Aquarius
- Marco Panzanaro in Patriot
- Paolo Buglioni in Avvocato di difesa